# Hyphessobrycon haraldschultzi
Hyphessobrycon haraldschultzi är en fiskart som beskrevs av Travassos, 1960. Hyphessobrycon haraldschultzi ingår i släktet Hyphessobrycon och familjen Characidae. Inga underarter finns listade i Catalogue of Life.